# Matisia longitubulosa
Matisia longitubulosa är en malvaväxtart som först beskrevs av André Georges Marie Walter Albert Robyns, och fick sitt nu gällande namn av Cuatrecasas. Matisia longitubulosa ingår i släktet Matisia och familjen malvaväxter. Inga underarter finns listade i Catalogue of Life.